# Templo de Minerva (Tébessa)
El Templo de Minerva, es un templo romano ubicado en  Tébessa, en Argelia, dedicado a Minerva, diosa del pensamiento elevado, de la sensatez, de la estrategia y de la inteligencia. Se encuentra a algunos metros sólo de la puerta de Caracalla, en el interior de la ciudadela de Salomón.

## Historia
El templo fue construido desde el 98 al 117 d. J.-C.. Es el único templo antiguo en toda  Argelia que sigue en pie   y bien conservado.  Después de haber sido transformado en iglesia en tiempos bizantinos, en vivienda en  tiempos otomanos ,  en prisión y  después en iglesia, durante la colonización francesa. Este templo sirve actualmente de museo (Museo de Minerva).

## Arquitectura
El templo de Minerva es un templo estilo corintio, que tiene cuatro columnas a su cara principal, es a la vez tetrástilo y próstilo, con columnas en tronco de pirámide adosadas a los muros del santuario, éste estaba elevado y se llegaba a través de una escalera de veinte escalones 

Con 15 metros de largo por 9 de ancho y 9 de alto, su ornamentación interior es muy simple; la riza exterior está adornada ricamente. Las pilastras están decorados con cabezas de  carneros y de toros con sus bandas del sacrificio. Mientras que aquellos de mayor  dimensión tienen los atributos de Minerva, la lechuza  con las alas desplegadas, acompañada de dos serpientes entrelazadas entre ramas  de olivo.  A estos motivos se suman los cuernos de la abundancia; vemos la cabeza de un océano en medio de una canasta de frutas,.

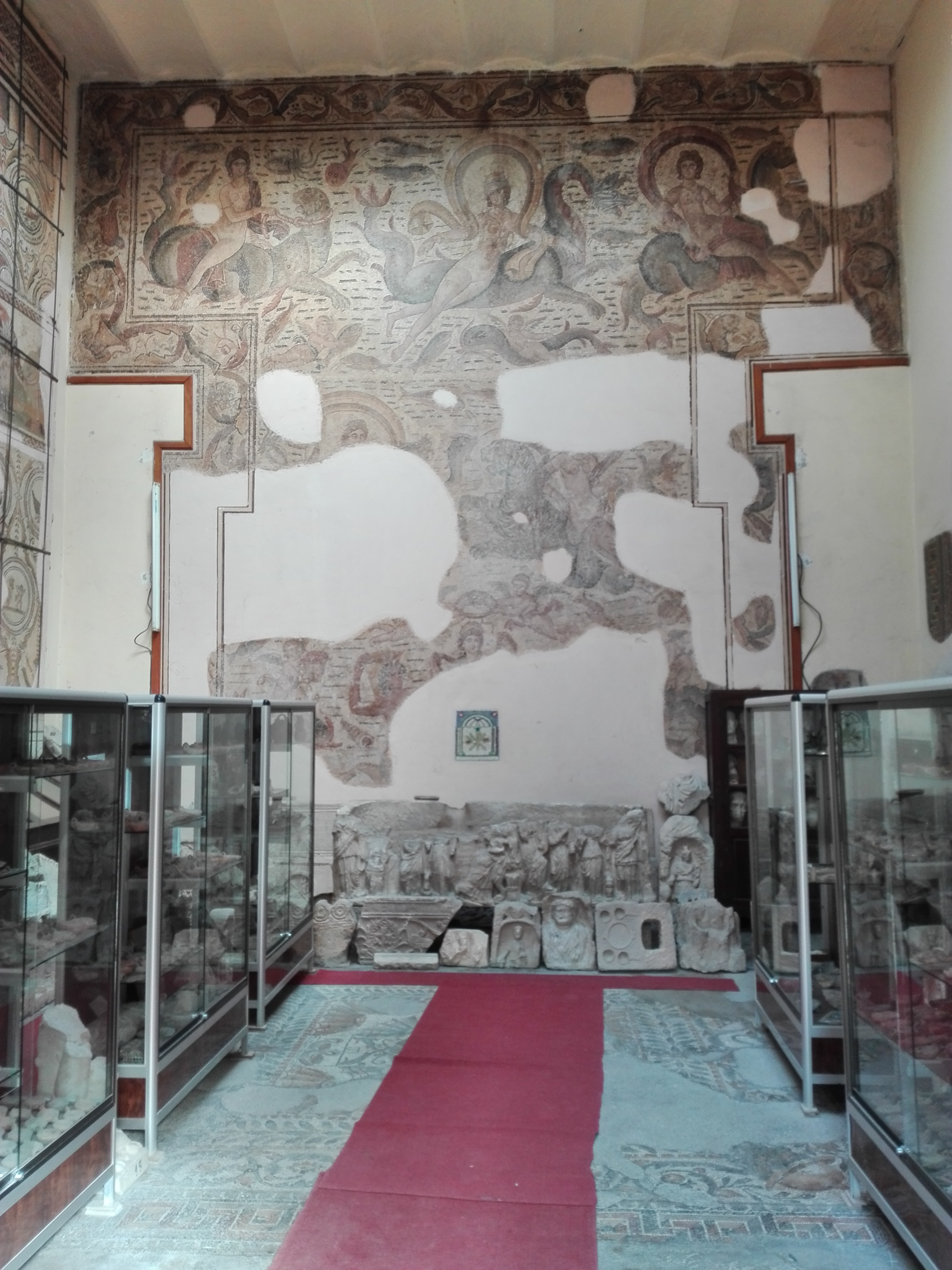
Vista interior del Templo
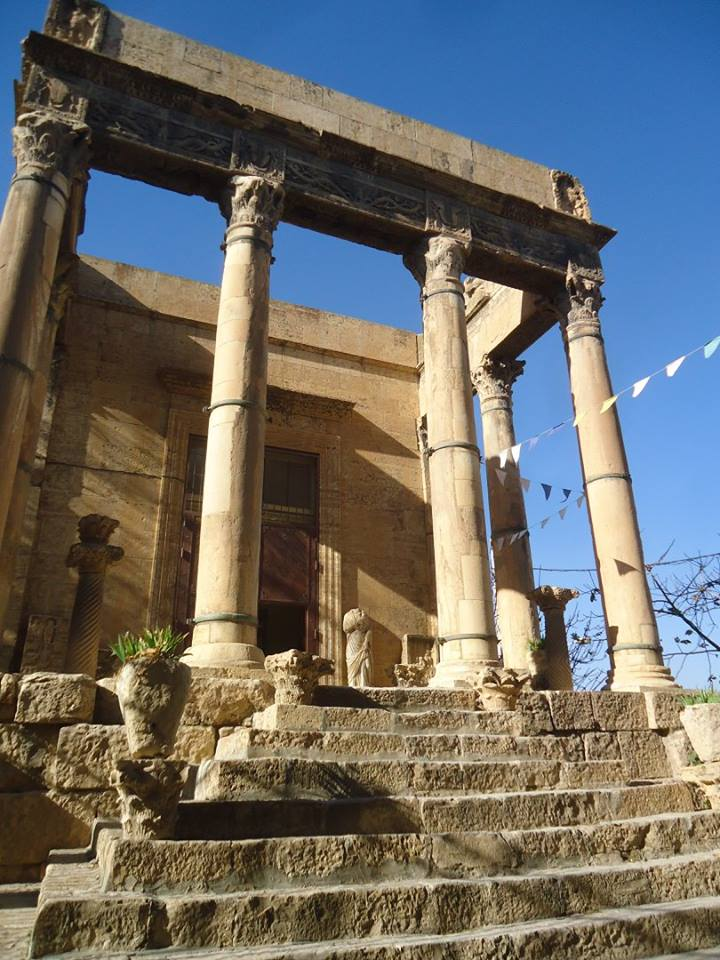
Acceso al Templo por las escaleras
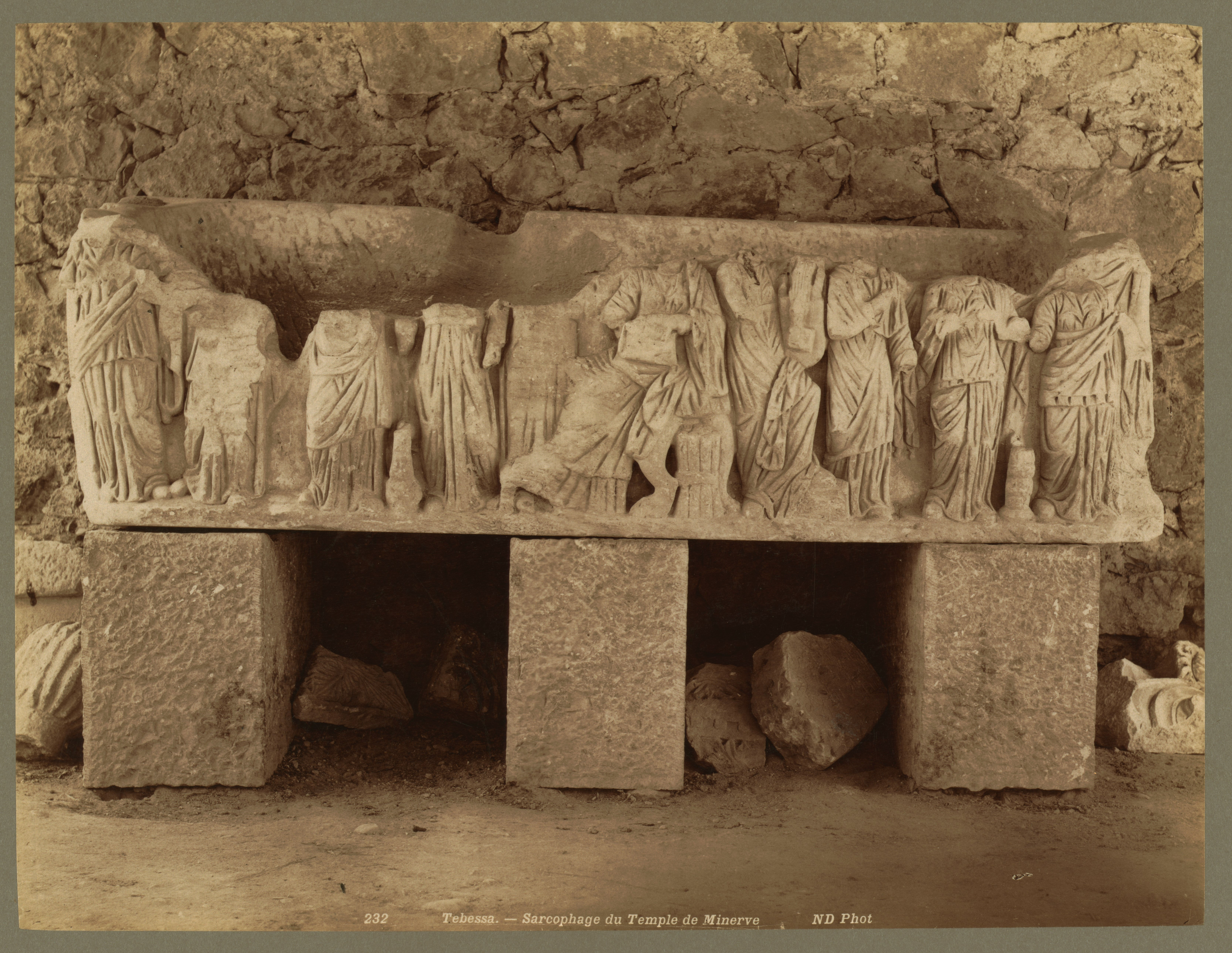
Sarcófago en el  Templo
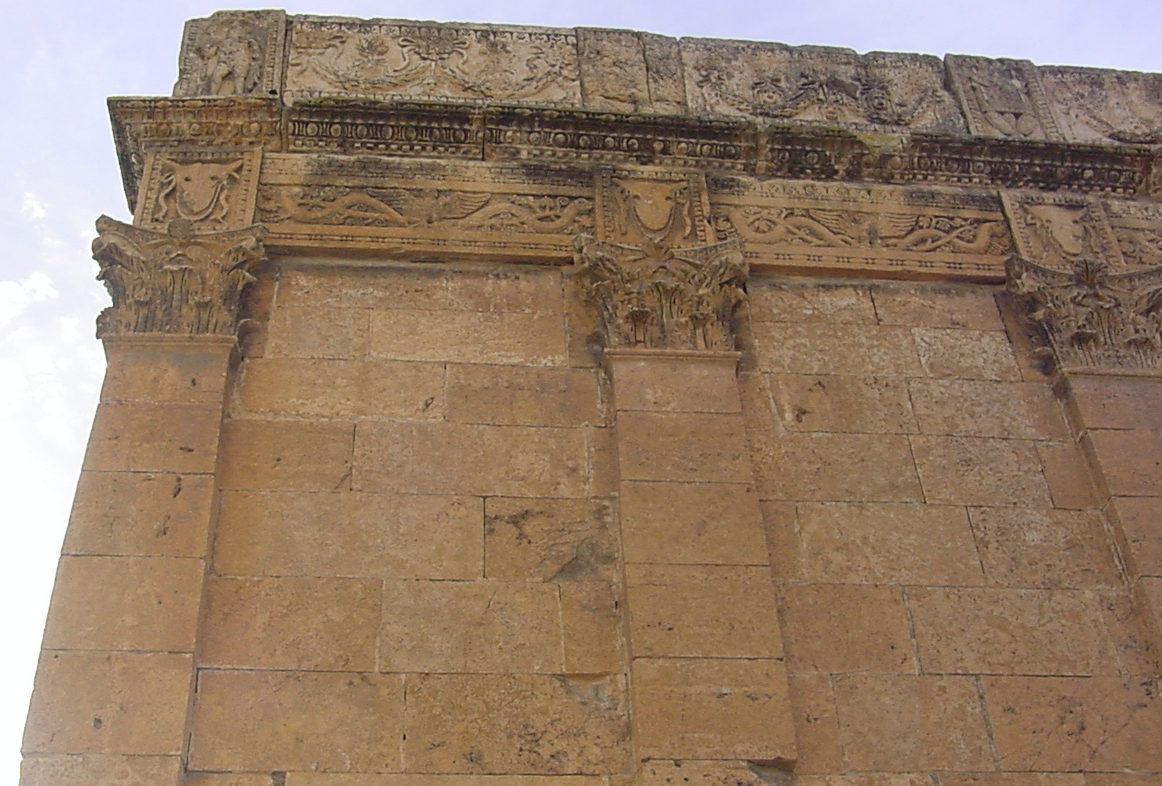
Decoraciones sobre los muros del Templo